# Comté de Floyd (Géorgie)
Pour les articles homonymes, voir Comté de Floyd.
Le comté de Floyd est un comté de Géorgie, aux États-Unis.

## Démographie
| 1840  | 1850  | 1860   | 1870   | 1880   | 1890   |
| ----- | ----- | ------ | ------ | ------ | ------ |
| 4 441 | 8 205 | 15 195 | 17 230 | 24 418 | 28 391 |

| 1900   | 1910   | 1920   | 1930   | 1940   | 1950   |
| ------ | ------ | ------ | ------ | ------ | ------ |
| 33 113 | 36 736 | 39 841 | 48 667 | 56 141 | 62 899 |

| 1960   | 1970   | 1980   | 1990   | 2000   | 2010   |
| ------ | ------ | ------ | ------ | ------ | ------ |
| 69 130 | 73 742 | 79 800 | 81 251 | 90 565 | 96 317 |